# Polyarthra longiremis
Polyarthra longiremis is een raderdiertjessoort uit de familie Synchaetidae. De wetenschappelijke naam van deze soort is voor het eerst geldig gepubliceerd in 1943 door Carlin.